# Imperator Nikolai I (couraçado de 1916)
O Imperator Nikolai I (Император Николай I) foi um couraçado planejado para a Marinha Imperial Russa. Sua construção começou em abril de 1915 nos estaleiros da ONZiV em Nikolaev e foi lançado ao mar em outubro do ano seguinte. Foi encomendado em resposta aos esforços do Império Otomano de adquirir couraçados mais modernos no exterior, o que ameaçaria a superioridade naval russa no Mar Negro. Seu projeto acabou sendo muito inspirado nos couraçados da predecessora Classe Imperatritsa Maria, mas sendo uma versão maior e com uma blindagem mais espessa.
Sua construção foi retarda pelo andamento da Primeira Guerra Mundial e ele acabou renomeado para Demokratiia (Демократия) em abril de 1917 depois do início da Revolução Russa. Suas obras foram interrompidas completamente em outubro devido à situação de greves e agitação social, sendo tomado pela Alemanha em março de 1918 e depois pela Ucrânia, que o renomeou no ano seguinte para Soborna Ukraina (Соборна Украина). Permaneceu no estaleiro durante toda Guerra Civil Russa, estando muito deteriorado ao final para ser finalizado. Foi desmontado em 1927.

## Desenvolvimento
O Imperator Nikolai I foi projetado em resposta aos esforços do Império Otomano de adquirir novos couraçados dreadnought modernos no exterior. Parecia em meados de 1913 que eles conseguiriam reunir três navios, dois dos quais seriam armados com canhões de 343 milímetros, contra três couraçados russos da Classe Imperatritsa Maria então em construção. Uma versão modificada destas embarcações seria a solução mais rápida e os trabalhos preliminares de projeto começaram em dezembro do mesmo ano, com ele sendo encomendado em 12 de setembro de 1914. O Imperator Nikolai I era bem maior e melhor protegido que seus predecessores, porém seus canhões e maquinários eram praticamente idênticos aos da Classe Imperatritsa Maria para economizar tempo de projeto.

## Projeto

### Características
O Imperator Nikolai I seria consideravelmente maior que a Classe Imperatritsa Maria. Teria 182 metros de comprimento de fora a fora, boca de 29 metros e calado máximo de nove metros. Seu deslocamento normal seria de 27 830 toneladas, mais de três mil toneladas a mais que seus predecessores, enquanto o deslocamento carregado seria de 31 877 toneladas. Aço de alta resistência foi usado no casco junto com aço macio em alguns áreas que não contribuíam para a resistência estrutural. O casco seria subdividido em vinte anteparas transversais estanques. A sala de máquinas seria dividida em duas anteparas longitudinais e uma antepara na linha central dividiria o compartimento dos condensadores. O fundo duplo teria 1,2 metros de profundidade e o navio teria uma proa quebra-gelo na esperança de que pudesse operar fora do Mar Negro. Tanques antibalanço seriam equipados nas laterais a fim de reduzir seu balanço. Teria dois leme elétricos na linha central, um principal à ré de um auxiliar menor. Sua altura metacêntrica seria de 1,2 metros.

### Propulsão
O sistema de propulsão do Imperator Nikolai I seria semelhante ao da Classe Imperatritsa Maria e composto por quatro turbinas a vapor, cada uma girando uma hélice, as externas usando alta pressão e as internas baixa pressão. Teria uma potência indicada de trinta mil cavalos-vapor (22,1 mil quilowatts). O vapor necessário para alimentar as turbinas viria de vinte caldeiras de tubos d'água Yarrow que funcionariam a uma pressão de 17,5 atmosferas. As oito caldeiras de vante ficariam posicionadas entre a primeira e segunda torres de artilharia, enquanto as doze restantes ficariam entre a segunda e terceira torre. Foi estimado que a velocidade máxima seria de 21 nós (39 quilômetros por hora). Poderia carregar até 3 557 toneladas de carvão mais uma quantidade desconhecida de óleo combustível.
O navio teria quatro turbo-geradores principais AEG-Curtiss e dois auxiliares, cada um girando dois dínamos, um para corrente alternada e outro para corrente contínua. Cada gerador principal teria uma potência indicada de 360 quilowatts, já os auxiliares teriam duzentos quilowatts cada. Estes energizariam um complexo sistema elétrico que combinaria corrente alternada para a maioria dos equipamentos e corrente contínua para os maquinários pesados. Não haveriam geradores a diesel.

### Armamento
O armamento principal consistiria em doze canhões Obukhov Padrão 1907 calibre 52 de 305 milímetros montados em quatro torres de artilharia triplas distribuídas pelo comprimento do navio. Seriam idênticos aos canhões da Classe Imperatritsa Maria, mas suas torres seriam modificadas para melhorar a cadência de tiro. As armas poderiam elevar até 25 graus e abaixar até cinco graus negativos, sendo recarregáveis em qualquer ângulo até quinze graus. Sua cadência de tiro supostamente seria de três disparos por minuto a quinze graus. Os canhões se elevariam de três a quatro graus por segundo e as torres girariam a 3,2 graus por segundo. Cada arma teria um carregamento máximo de cem projéteis. Estes pesariam 470,9 quilogramas e seriam disparados a uma velocidade de saída de 762 metros por segundo para um alcance de 23,2 quilômetros.
O armamento secundário teria vinte canhões Obukhov B7 Padrão 1913 de 130 milímetros em casamatas. Ficariam localizados em seis por lateral desde à vante da primeira torre de artilharia até a segunda chaminé e quatro por lateral na região da quarta torre. Três armas por lateral do primeiro grupo ficariam situadas para dispararem à frente, pois foi antecipado que esta seria a direção mais provável para um ataque de barcos torpedeiros. Sua cadência de tiro seria de cinco a oito disparos por minuto e cada canhão teria 245 projéteis. Disparariam projéteis de 36,8 quilogramas a uma velocidade de saída de 823 metros por segundo para um alcance máximo de 15,3 quilômetros.
O armamento antiaéreo original seria composto por quatro canhões calibre 38 de 64 milímetros montados no topo da primeira e quarta torres de artilharia, duas em cada, mas isto acabou modificado durante a construção para quatro canhões calibre 37 de 102 milímetros de um novo projeto que nunca foi finalizado e assim não chegou a entrar em serviço. Também seria equipado com quatro tubos de torpedo de 450 milímetros, dois em cada lateral. Teria um carregamento de doze torpedos.
Telêmetros de seis metros seriam originalmente instalados na torre de comando, mas isto foi alterado durante a construção para que fossem colocados em montagens na primeira e quarta torres de artilharia usando periscópios em coberturas blindadas no teto das torres. Isto proporcionaria dados para o posto principal de artilharia calcular e então transmitir soluções de disparo para os artilheiros. A intenção era para que um novo computador mecânico Erikson para o sistema de controle de disparo fosse utilizado.

### Blindagem
O Imperator Nikolai I seria muito melhor blindado do que a Classe Imperatritsa Maria, com o peso total de sua blindagem sendo de 2 617 toneladas a mais do que seus predecessores. Entretanto, as fábricas russas eram incapazes de produzir placas de aço cimentado Krupp maiores que 270 milímetros de espessura, algo compensado pelo aumento da espessura da antepara de estilhaços interna. As placas teriam o tamanho certo para se encaixar nas armações a fim de proporcionar apoio para suas juntas e seriam unidas para melhor distribuir o choque de um impacto de projétil. O cinturão principal de blindagem teria uma altura de 5,2 metros, 3,45 metros dos quais ficariam acima da linha de flutuação e 1,75 metros abaixo. À vante, o restante da linha de flutuação seria protegida por duas camadas: a inferior inicialmente teria duzentos milímetros de espessura, mas depois se afinaria para cem milímetros. Ficaria noventa centímetros acima da linha de flutuação. A camada superior teria cem milímetros de espessura e se estenderia até o convés mediano. À ré, o cinturão principal teria 175 milímetros e terminaria em uma antepara transversal de 175 milímetros à ré do equipamento de direção. A área à ré entre os conveses superior e mediano seria a única parte desprotegida do casco e haveria uma antepara transversal de trezentos milímetros para proteger os depósitos de munição de ré de disparos vindos de trás. A antepara de vante teria apenas 25 milímetros de espessura para servir como antepara de estilhaços pois estaria cercada por todos os lados por blindagens laterais ou de convés. O cinturão superior de 75 milímetros correria desde a proa até a última torre de artilharia e teria 2,95 metros de altura. Seria a primeira vez que seria feito de aço cimentado, o que economizaria trezentas toneladas em relação às placas não-cimentadas da Classe Gangut e 140 toneladas em relação à Classe Imperatritsa Maria. Atrás da blindagem lateral haveria uma antepara de estilhaços longitudinal de aço endurecido com 75 milímetros entre o convés mediano e inferior, mas diminuindo para 25 milímetros entre o convés mediano e o superior. Se inclinaria da extremidade do convés inferior até a extremidade inferior do cinturão com uma espessura de 75 milímetros.
As frentes e traseiras das torres de artilharia da bateria principal teriam trezentos milímetros de espessura, enquanto suas laterais e tetos teriam duzentos milímetros. Suas barbetas teriam trezentos milímetros, mas se reduziriam para 225 a 250 milímetros quando atrás de alguma outra blindagem. As laterais das torres de comando teriam quatrocentos milímetros e o teto 250 milímetros. As tubulações das chaminés seriam protegidas por blindagem de 75 milímetros, mas que se reduziria para 25 milímetros entre o convés superior e mediano. O convés superior teria 35 milímetros de espessura e sua intenção era ativar a espoleta de qualquer projétil que o penetrasse antes de alcançar o convés blindado principal de 63 milímetros acima da cidadela blindada. À vante da cidadela o convés superior manteria seus 35 milímetros, mas à ré os conveses ficariam no mesmo nível que o topo do cinturão principal, enquanto o convés de 63 milímetros ficaria na extremidade inferior do cinturão. A proteção subaquática seria mínima com apenas uma antepara de dez milímetros atrás da extensão do fundo duplo e até isto seria espremido enquanto à medida que o casco afinava-se em direção das torres de artilharia de ré.

## Construção

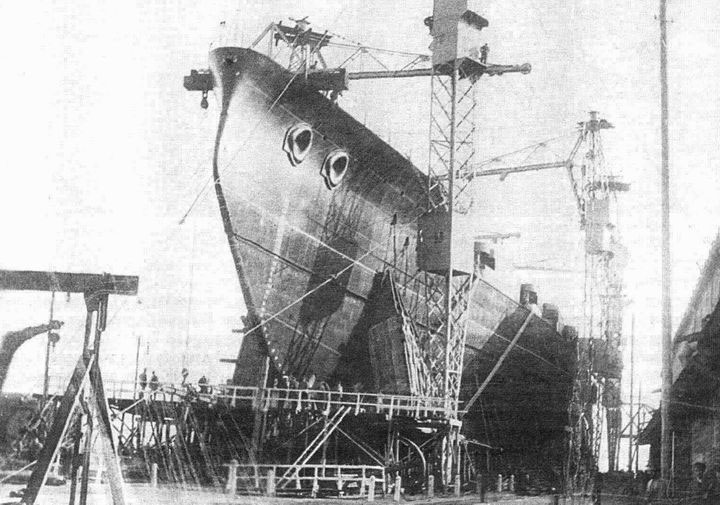
O Imperator Nikolai I em construção em 16 de abril de 1917

A construção começou em 22 de junho de 1914 nos estaleiros da ONZiV em Nikolaev, logo depois do lançamento do Imperatritsa Ekaterina Velikaia no dia 7 ter liberado a rampa de lançamento. Entretanto, o batimento de quilha só foi ocorrer em 28 de abril de 1915 para lançamento em outubro. O cronograma foi mantido pelo início de 1915, pois os russos acreditavam que a Primeira Guerra Mundial acabaria logo. Entretanto, pouco depois trabalhadores passaram a ser desviados para projetos mais importantes e a produção de guerra começou a interferir nas entregas de material, adiando seu lançamento para 16 de outubro de 1916. Várias propostas foram avaliadas para modificá-lo em vista dos problemas demonstrados na Classe Imperatritsa Maria. Estes arfavam muito pela proa e consequentemente ficavam encharcados à vante. Um das propostas foi equipar o Imperator Nikolai I com um castelo de proa a fim de melhorar sua navegabilidade. Isto foi rejeitado pois o peso adicional do castelo e elevação da barbeta da primeira torre iriam piorar ainda mais a arfagem. Entretanto, a proposta de adicionar um baluarte de 1,1 metro à vante foi aceita. As obras continuaram em ritmo lento no decorrer da Revolução de Fevereiro de 1917, mas os tempos agitados interromperam sua construção e o adiaram ainda mais. Foi renomeado para Demokratiia (Демократия) em 29 de abril de 1917 e estimou-se que na época estava sessenta por cento completo. Agitações industriais e greves diminuíram ainda mais o ritmo do progresso e o governo provisório adiou quaisquer trabalhos em 24 de outubro de 1917 até "um momento mais favorável".
A embarcação foi capturada por alemães e austro-húngaros quando estes capturaram Nikolaev em 17 de março de 1918, mas não fizeram nada com seu casco incompleto antes do fim da guerra em novembro. Foi listado em 25 de janeiro de 1919 pelo Diretório da Ucrânia como planejado para ser finalizado e incluído em seu registro naval para 1920. Dois dias depois foi mencionado pelo Diretório do Ministério da Marinha ucraniano para que fosse renomeado para Soborna Ukraina (Соборна Украина). Entretanto, nenhuma das ordens do Diretório chegaram a ser implementadas. Permaneceu em Nikolaev pelo decorrer da Guerra Civil Russa sem ser usado por algum dos lados beligerantes. Os vitoriosos soviéticos finalmente o inspecionaram em 1923 para avaliarem se valeria a pena finalizá-lo. Ele estava em péssimo estado de deterioração e com um projeto obsoleto, fazendo-os concluir que não valeria a pena retomar as obras e que o navio deveria ser vendido como sucata. Foram feitos esforços para vendê-lo para alguma empresa estrangeira com o objetivo de arrecadar alguma moeda forte, mas isto não ocorreu e o couraçado acabou rebocado para Sebastopol em 28 de junho de 1927 e desmontado.